# Radiație
Radiația (din fr. radiation) este un fenomen fizic de emitere și propagare de unde (radiație ondulatorie) sau de corpusculi (radiație corpusculară). Orice radiație implică un transport de energie.
În numeroase cazuri, radiația se face sub forma unui fascicul de raze, astfel că (pentru aceste situații) termenul de raze este folosit cu aceeași accepțiune ca și termenul radiație.
Activitatea radioactivă reprezintă numărul de particule (alfa, beta sau gamma) emise de o sursă radioactivă în timp de o secundă:
{\displaystyle A=-{\frac {dN}{dt}},}
unde semnul minus indică descreșterea în timp a numărului de nuclee inițiale. Se exprimă în curie sau röntgen.

## Clasificare
Din punctul de vedere al dualismului undă-corpuscul, radiațiile pot fi:
- ondulatorii
- corpusculare.

După natura lor, radiațiile ondulatorii se împart în:
- acustice, care se propagă sub formă de unde acustice;
- electromagnetice, specifică undelor elctromagnetice.
- Radiație gravitațională

După felul particulelor care le compun (particule alfa, electroni, atomi, molecule), radiațiile corpusculare pot fi:
- Radiație alfa
- Radiație beta
- Radiație gama
- Radiație atomică
- Radiație moleculară
- Radiație catodică
- Radiație canal.

Diferențierea corpuscular-ondulatoriu nu este netă.
Astfel, radiațiile ondulatorii, pe lângă caracterul continuu, au și caracter discontinuu (de exemplu radiația electromagnetică ce este un flux de fotoni) care este cu atât mai pronunțat cu cât lungimea de undă a acestora este mai mică.
De asemenea, radiațiile corpusculare prezintă și caracter continuu, putând fi considerate ca alcătuite din undele asociate particulelor care le compun.